# Vilém David
Vilém „Vilda“ David (20. prosince 1867 Smíchov – 20. května 1938 Plzeň) byl český básník, povídkář a novinář. Napsal sbírku Od srdce k srdcím a Proslovy.

## Životopis
Vilém David se narodil 20. prosince 1867 na Smíchově v Praze. Po smrti svého otce roku 1875 se rodina ocitla v bídě a David byl dán do sirotčince, kde onemocněl plicní tuberkulózou. Díky péči jednoho z učitelů se vyučil truhlářem a nastoupil do Ringhofferových závodů na Smíchově. Zapojil se do odborové činnosti a vzápětí vstoupil do Sociálně-demokratické strany českoslovanské (dnešní ČSSD). V roce 1893 redigoval šest čísel sociálně demokratického časopisu Bič, přičemž byl odsouzen pro tiskový delikt a účast na údajném pokusu o protistátní spiknutí policií vymyšleného spolku Omladina k třinácti měsícům odnětí svobody. Po propuštění spolupracoval s brněnskou Rašplí či pracoval v redakci plzeňského časopisu Nová doba, kde vedl kulturní rubriku. V této době vydává svůj první svazek satirické poezie nazvaný Dojmy z výstavy.
Od 1907 do odchodu do penze 1928 pracoval jako úředník okresní nemocenské pokladny v Plzni. Během první světové války nebyl odveden, k válce zaujal pasivní postoj a nejvýrazněji se projevil až v říjnu 1918 jako člen Národního výboru v Plzni.

## Dílo
Dílo Vildy Davida je ovlivněno jeho působením v sociální demokracii a jeho dělnickým původem. Můžeme ho tedy řadit mezi autory proletářské poezie.
- Dojmy z výstavy (1897) – upomínková sbírka na národopisnou výstavu roku 1895
- Od srdce k srdcím (1902) – sbírka satirické poezie na aktuální témata
- Sbírka našich písní (1902) – sbírka dělnických písní z druhé poloviny 19. století
- Vzpomínky politického trestance (1912)
- Píseň pekelníků (1913) – píseň dělnictva sociálně-demokratického na českém západě
- Proslovy (1914) – sbírka satirické poezie na aktuální témata